# London Transport Executive
A London Transport Executive (LTE), vulgarmente conhecida como Londres Transportes, foi a organização responsável pelo transporte público na área da Grande Londres, Reino Unido, entre 1948 e 1963.

## História
Em 1 de janeiro de 1948, sob disposições da Lei de Transportes de 1947, o London Passenger Transport Board foi nacionalizado e renomeado como London Transport Executive, tornando-se uma organização subsidiária da British Transport Commission, formada no mesmo dia. Outra subsidiária da Comissão foi a Railway Executive (que operava como British Railways). No final da década de 1950, o BTC estava em sérias dificuldades financeiras, em grande parte devido ao desempenho econômico das ferrovias. Foi criticado como um sistema excessivamente burocrático de administração de serviços de transporte que não conseguiu desenvolver um sistema de transporte integrado (como bilhetagem integrada e horários). Foi abolido pelo governo conservador de Harold Macmillan sob a Lei de Transportes de 1962. Isso substituiu o LTE pelo London Transport Board, que era diretamente responsável perante o Ministério dos Transportes.